# Montpellier-de-Médillan
Montpellier-de-Médillan là một xã ở tỉnh Charente-Maritime thuộc vùng Nouvelle-Aquitaine tây nam nước Pháp.